# David Martínez (calciatore 1998)
Héctor David Martínez (Buenos Aires, 21 gennaio 1998) è un calciatore argentino naturalizzato paraguaiano, difensore dell'Inter Miami, in prestito dal River Plate.

## Caratteristiche tecniche
È un difensore centrale.

## Carriera

### Club
Cresciuto nel settore giovanile del River Plate, ha esordito in prima squadra il 3 dicembre 2018 disputando l'incontro di Primera División vinto 3-1 contro il Gimnasia (LP).

### Nazionale
Dopo essere stato nella nazionale argentina Under-17, in virtù della doppia cittadinanza nel 2021 viene convocato dal Paraguay per la Copa América 2021, nella quale esordisce al primo turno, rilevando Santiago Arzamendia al 74º minuto nella vittoria per 3-1 contro la Bolivia.

## Statistiche

### Presenze e reti nei club
Statistiche aggiornate al 31 maggio 2025.
| Stagione           | Squadra            | Campionato         | Campionato | Campionato | Coppe nazionali | Coppe nazionali | Coppe nazionali | Coppe continentali | Coppe continentali | Coppe continentali | Altre coppe | Altre coppe | Altre coppe | Totale | Totale | Totale |
| Stagione           | Squadra            | Comp               | Pres       | Reti       | Comp            | Pres            | Reti            | Comp               | Pres               | Reti               | Comp        | Pres        | Reti        | Pres   | Reti   |        |
| ------------------ | ------------------ | ------------------ | ---------- | ---------- | --------------- | --------------- | --------------- | ------------------ | ------------------ | ------------------ | ----------- | ----------- | ----------- | ------ | ------ | ------ |
| 2018-2019          | River Plate        | PD                 | 1          | 0          | CA+CdS          | 0               | 0               | CL                 | -                  | -                  | Cmc+RS      | -           | -           | 1      | 0      |        |
| 2019-2020          | Defensa y Justicia | PD                 | 20         | 2          | CA+CdS+CM       | 2+1+4           | 0               | CL+CS              | 6+8                | 0                  | -           | -           | -           | 41     | 2      |        |
| 2021               | River Plate        | PD                 | 17         | 0          | CA+CdL          | 2+10            | 0               | CL                 | 9                  | 1                  | SA+TdC      | 1+1         | 0           | 40     | 1      |        |
| 2022               | River Plate        | PD                 | 11         | 0          | CA+CdL          | 1+9             | 0               | CL                 | 7                  | 1                  | -           | -           | -           | 28     | 1      |        |
| 2023               | River Plate        | PD                 | 1          | 0          | CA+CdL          | 0+2             | 0               | CL                 | -                  | -                  | SA+TCS      | 0           | 0           | 3      | 0      |        |
| gen.-lug. 2024     | River Plate        | PD                 | 1          | 0          | CA+CdL          | 2+2             | 0               | CL                 | 0                  | 0                  | -           | -           | -           | 5      | 0      |        |
| Totale River Plate | Totale River Plate | Totale River Plate | 31         | 0          |                 | 28              | 0               |                    | 16                 | 2                  |             | 2           | 0           | 77     | 2      |        |
| lug.-dic. 2024     | Inter Miami        | MLS                | 4+3        | 0+1        | -               | -               | -               | CCC                | -                  | -                  | LC          | 3           | 0           | 10     | 1      |        |
| 2025               | Inter Miami        | MLS                | 6          | 1          | -               | -               | -               | CCC                | 2                  | 0                  | Cmc+LC      | -           | -           | 8      | 1      |        |
| Totale Inter Miami | Totale Inter Miami | Totale Inter Miami | 10+3       | 1+1        |                 | -               | -               |                    | 2                  | 0                  |             | 3           | 0           | 18     | 2      |        |
| Totale carriera    | Totale carriera    | Totale carriera    | 64         | 4          |                 | 35              | 0               |                    | 32                 | 2                  |             | 5           | 0           | 136    | 6      |        |

### Cronologia delle presenze e reti in nazionale
| Cronologia completa delle presenze e delle reti in nazionale ― Paraguay | Cronologia completa delle presenze e delle reti in nazionale ― Paraguay | Cronologia completa delle presenze e delle reti in nazionale ― Paraguay | Cronologia completa delle presenze e delle reti in nazionale ― Paraguay | Cronologia completa delle presenze e delle reti in nazionale ― Paraguay | Cronologia completa delle presenze e delle reti in nazionale ― Paraguay | Cronologia completa delle presenze e delle reti in nazionale ― Paraguay | Cronologia completa delle presenze e delle reti in nazionale ― Paraguay |
| Data                                                                    | Città                                                                   | In casa                                                                 | Risultato                                                               | Ospiti                                                                  | Competizione                                                            | Reti                                                                    | Note                                                                    |
| ----------------------------------------------------------------------- | ----------------------------------------------------------------------- | ----------------------------------------------------------------------- | ----------------------------------------------------------------------- | ----------------------------------------------------------------------- | ----------------------------------------------------------------------- | ----------------------------------------------------------------------- | ----------------------------------------------------------------------- |
| 14-6-2021                                                               | Goiânia                                                                 | Paraguay                                                                | 3 – 1                                                                   | Bolivia                                                                 | Coppa America 2021 - 1º turno                                           | -                                                                       | 74’                                                                     |
| 24-6-2021                                                               | Brasilia                                                                | Cile                                                                    | 0 – 2                                                                   | Paraguay                                                                | Coppa America 2021 - 1º turno                                           | -                                                                       |                                                                         |
| 28-6-2021                                                               | Rio de Janeiro                                                          | Uruguay                                                                 | 1 – 0                                                                   | Paraguay                                                                | Coppa America 2021 - 1º turno                                           | -                                                                       | 57’                                                                     |
| 2-7-2021                                                                | Goiânia                                                                 | Perù                                                                    | 3 – 3 dts (4 – 3 dtr)                                                   | Paraguay                                                                | Coppa America 2021 - Quarti di finale                                   | -                                                                       |                                                                         |
| 2-9-2021                                                                | Quito                                                                   | Ecuador                                                                 | 2 – 0                                                                   | Paraguay                                                                | Qual. Mondiali 2022                                                     | -                                                                       |                                                                         |
| 5-9-2021                                                                | Asunción                                                                | Paraguay                                                                | 1 – 1                                                                   | Colombia                                                                | Qual. Mondiali 2022                                                     | -                                                                       | 80’                                                                     |
| 9-9-2021                                                                | Asunción                                                                | Paraguay                                                                | 2 – 1                                                                   | Venezuela                                                               | Qual. Mondiali 2022                                                     | 1                                                                       |                                                                         |
| 11-11-2021                                                              | Asunción                                                                | Paraguay                                                                | 0 – 1                                                                   | Cile                                                                    | Qual. Mondiali 2022                                                     | -                                                                       |                                                                         |
| 16-11-2021                                                              | Barranquilla                                                            | Colombia                                                                | 0 – 0                                                                   | Paraguay                                                                | Qual. Mondiali 2022                                                     | -                                                                       | 76’                                                                     |
| 1-2-2022                                                                | Belo Horizonte                                                          | Brasile                                                                 | 4 – 0                                                                   | Paraguay                                                                | Qual. Mondiali 2022                                                     | -                                                                       | 46’                                                                     |
| 10-6-2022                                                               | Suwon                                                                   | Corea del Sud                                                           | 2 – 2                                                                   | Paraguay                                                                | Amichevole                                                              | -                                                                       | 90+1’                                                                   |
| Totale                                                                  |                                                                         | Presenze                                                                | 11                                                                      |                                                                         | Reti                                                                    | 1                                                                       |                                                                         |

## Palmarès

### Club

#### Competizioni nazionali
- Supercopa Argentina: 2

River Plate: 2019, 2023
- Campionato argentino: 2

River Plate: 2021, 2023
- Trofeo de Campeones de la Liga Profesional: 2

River Plate: 2021, 2023
- MLS Supporters' Shield: 1

Inter Miami: 2024

#### Competizioni internazionali
- Coppa Sudamericana: 1

Defensa y Justicia: 2020